# Linda bei Weida
Linda bei Weida est une commune rurale de Thuringe (Allemagne), située dans l'arrondissement de Greiz. Elle fait partie de la 'Communauté d'administration Ländereck (Verwaltungsgemeinschaft Ländereck).

## Géographie

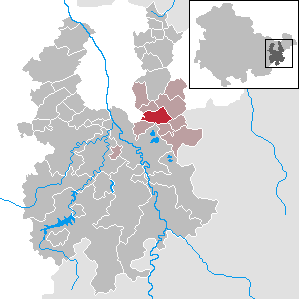
Situation de la commune (en rouge) dans l'arrondissement

Linda bei Weida est située au nord-est de l'arrondissement, à la limite avec la ville libre de Gera. La commune appartient à la communauté d'administration Ländereck et se trouve à 9 km au sud-est de Gera et à 26 km au nord de Greiz, le chef-lieu de l'arrondissement.
La commune est formée par les deux villages de Linda et Pohlen, ancienne commune incorporée à Linda en 1970.
Communes limitrophes (en commençant par le nord et dans le sens des aiguilles d'une montre) : Hilbersdorf, Rückersdorf, Braunichswalde, Gauern, Berga/Elster, Endschütz et la ville de Gera.

## Histoire
La première mention écrite de Linda date de 1307 dans un document de l'abbaye de Cronschwitz à Wünschendorf-sur-Elster. Pohlen apparaît dès 1256.
Linda a fait partie du Duché de Saxe-Altenbourg (cercle oriental, ostkreis) tandis que Pohlen ressortait à la Principauté de Reuss branche cadette (cercle de Gera).
Ils rejoignent le land de Thuringe en 1920 (arrondissement de Gera). Après la seconde Guerre mondiale, la commune est intégrée à la zone d'occupation soviétique puis à la République démocratique allemande en 1949 au district de Gera (arrondissement de Gera).

## Démographie
Commune de Linda b. Weida dans ses dimensions actuelles :
| 1910 | 1933 | 1939 | 1995 | 2000 | 2005 | 2010 |
| ---- | ---- | ---- | ---- | ---- | ---- | ---- |
| 553, | 567  | 519  | 516  | 501  | 473  | 462  |

## Communications
La commune est traversée par la route régionale K117 qui la relie Linda à Pohlen, Gera et Wünschendorf et par la L2336 qui rejoint Rückersdorf, Gauern et Berga.
Linda est également traversée par la ligne ferroviaire Raitzhain-Seelingstädt.